# Zarodek

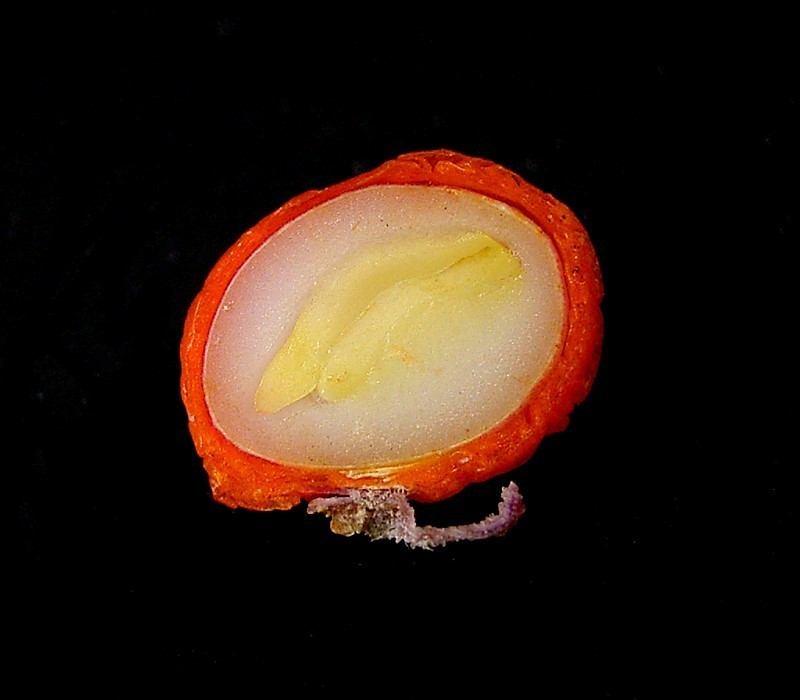
Zarodek w nasieniu trzmieliny europejskiej

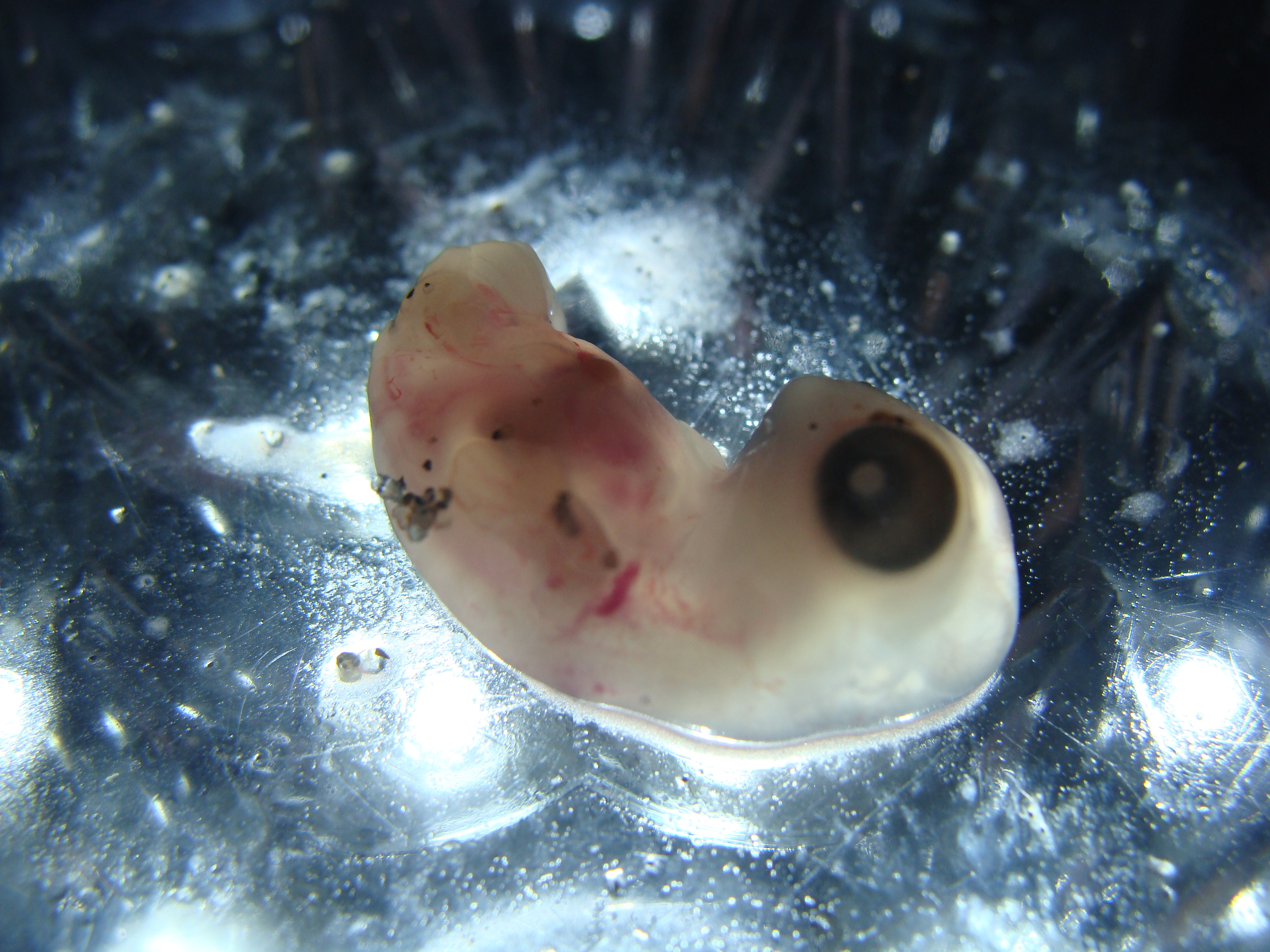
Zarodek żółwia oliwkowego

Zarodek lub z greckiego embrion (ἔμβρυον) – organizm roślinny lub zwierzęcy (także ludzki) we wczesnym etapie rozwoju zwanym okresem zarodkowym. Okres ten zaczyna się podziałem zygoty i u różnych organizmów kończy w różnym czasie. Zarodek występuje u zwierząt wielokomórkowych produkujących gamety, a więc począwszy od niektórych gąbek i jamochłonów, natomiast o zarodku wśród roślin mówimy począwszy od paprotników (u mszaków dorosłą rośliną jest gametofit, a sporofit nigdy nie jest samodzielny).

## Rośliny

### Paprotniki
U widłaków zygota (w rodni przedrośla) dzieli się na 2 komórki, z których górna przekształca się w wieszadełko (suspensor), natomiast dolna w zarodek. Zarodek początkowo wykształca stopę wrastającą w przedrośle z którego czerpie pokarm. Nad stopą początkowo znajduje się stożek wzrostu, od którego z czasem odróżnicowuje się liścień. Znakiem zakończenia etapu zarodka jest pojawienie się zaczątków korzenia właściwego i jego zetknięcie z ziemią. W tym momencie sporofit jest już całkowicie samodzielnym organizmem.
U paproci bardziej zaawansowanych ewolucyjnie, np. u paprotki zwyczajnej, już po dwóch podziałach (4 komórki) wszystko jest ustalone. Z jednej komórki powstaje stopa, z drugiej pierwszy liść, z trzeciej pęd, a z czwartej korzeń. Z chwilą, gdy właściwe organy sporofitu (paprotki) przebiją się na zewnątrz przedrośla, kończy się etap zarodka. Na gametoficie żeńskim tylko jeden sporofit osiąga dojrzałość.

### Nasienne
Wśród roślin nasiennych charakterystycznym etapem rozmnażania generatywnego są nasiona. Jest to forma przetrwalnikowa zarodka rośliny. Zasuszony zarodek, ze zgromadzonym w różnej formie materiałem zapasowym i otoczony łupiną nasienną, u niektórych gatunków może nawet latami czekać na bodziec (najczęściej woda i światło, wcześniejsze przemrożenie itp.) pobudzający go do rozwoju. Wyjście z łupiny nasiennej oznacza koniec etapu zarodkowego.

#### Nagonasienne

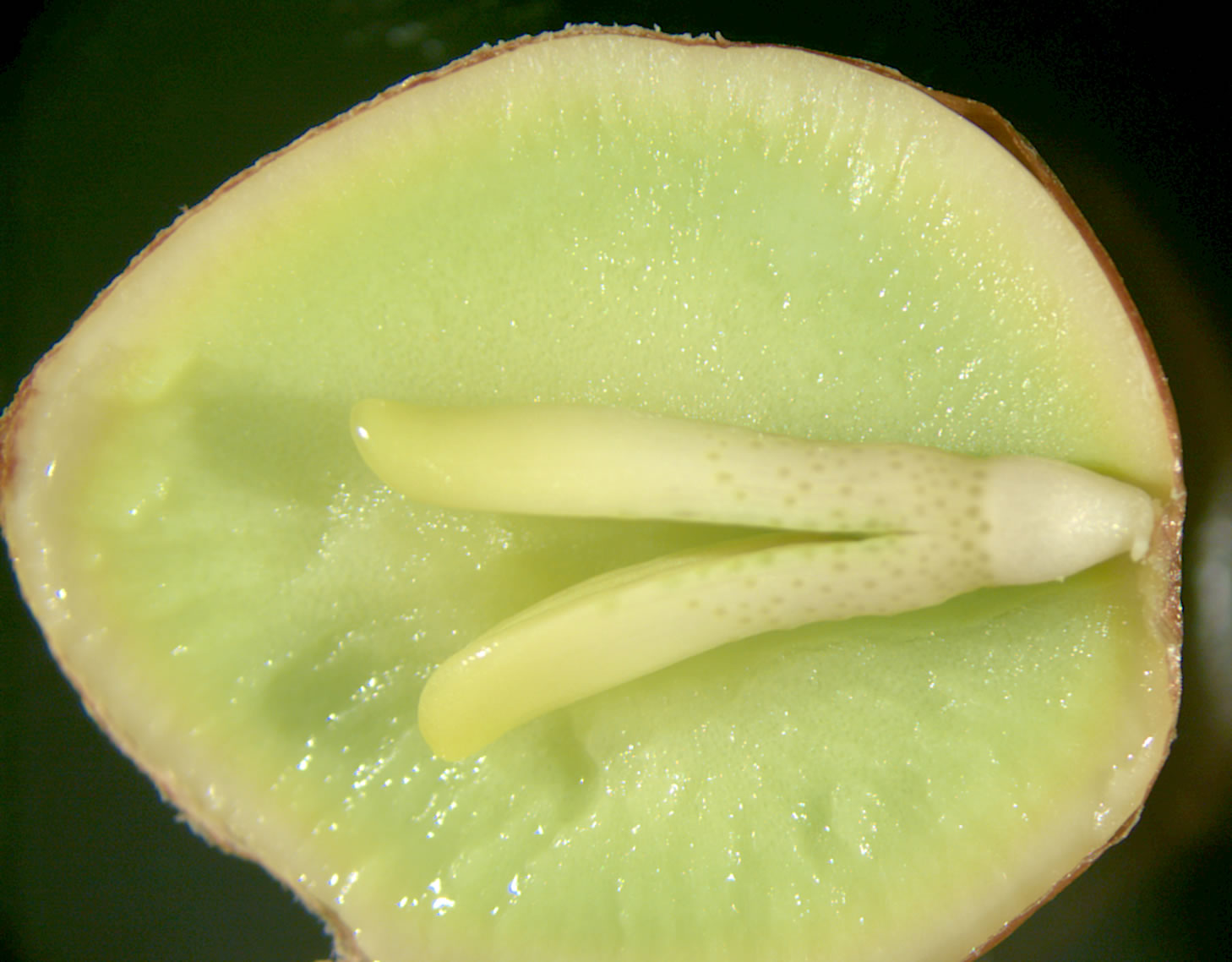
Zarodek miłorzębu

U nagonasiennych zapłodnienie następuje w silnie uproszczonych rodniach wewnątrz haploidalnego woreczka zalążkowego znajdującego się w zalążku i otoczonego osłonką. Po zapłodnieniu zalążek przekształca się w nasienie. Osłonka tworzy łupinę nasienną (u miłorzębowców mięśnieje i jest miękka). Wnętrze zalążka przekształca się w tkankę zapasową (resztki diploidalnych komórek zalążka wytworzonego przez sporofit oraz haploidalne bielmo pierwotne gametofitu). W rozwoju zarodka sosny zwyczajnej wyróżnia się dwa etapy: etap protozarodka i etap zarodka. Zygota dzieli się czterokrotnie, a nowo powstałe komórki przesuwają się w kierunku wnętrza woreczka (i zalążka). Zamiast jednej komórki zygoty tworzy się 16 ułożonych w czterech warstwach po cztery (koniec etapu protozarodka). Z czterech komórek, które zawędrowały najdalej, tylko jedna (losowo) nie zaprzestanie podziałów i przekształci się w zarodek właściwy, reszta pierwszych komórek zarodków po kilku dalszych podziałach obumrze (ginie ich 7, gdyż w jednym zalążku sosny są dwie rodnie i dwie komórki jajowe). Przedtem jednak te najdalsze komórki się rozłączają i znacznie oddalają zarówno od siebie, jak i od tych położonych nad nimi. Dzieje się tak za sprawą komórek leżących bezpośrednio nad nimi zwanych wieszadełkowymi, silnie rosnących na długość i wciskających komórki zarodkowe w bielmo pierwotne. Dojrzały zarodek sosny składa się z pączka okrywającego wierzchołek wzrostu, kilku liścieni, hipokotylu (części podliścieniowej) oraz małego korzenia. Jest to więc w pełni ukształtowana roślina otoczona gametofitem (bielmem pierwotnym). Podczas kiełkowania organy nowej rośliny zużywają gametofit i wydostają się na zewnątrz, uzyskując samodzielność.

#### Okrytonasienne

Zarodek u dwuliściennych: zarodek (d) z dwoma liścieniami (c)

Zarodek u jednoliściennych: zarodek (d) z liścieniem (c)

U okrytonasiennych dwie lub 3 osłonki zalążka, jak poprzednio, przekształcają się w łupinę nasienną, a słupek (zalążnia) w owocnię pełniącą różne dodatkowe funkcje. Nowością jest zjawisko podwójnego zapłodnienia. W wyniku zespolenia komórki centralnej woreczka zalążkowego (wtórne jądro woreczka zalążkowego) z plemnikiem z łagiewki pyłkowej (właściwie jest to kariogamia bo błona komórkowa często powstaje dopiero po połączeniu jąder), powstaje triploidalne bielmo właściwe, pełniące funkcję materiału zapasowego (istnieją nasiona bezbielmowe, np. fasoli, tam bielmo jest zużywane, a materiał zapasowy zgromadzony jest w liścieniach). W wyniku drugiego zapłodnienia powstaje zygota i w efekcie zarodek. U niektórych roślin zarodek może powstać bez udziału komórki jajowej (apomiksja) lub bez zapłodnienia (partenogeneza).
Po raz pierwszy pełny opis embriogenezy zarodka opisał w 1870 roku Hanstein. Na przykładzie zarodków tasznika wykazał, że istnieje pełna determinacja i w każdej fazie rozwoju zarodki tego samego gatunku zachowują się tak samo – ich komórki dzielą się w odpowiedniej kolejności, a nawet w określonej płaszczyźnie.
U okrytozalążkowych etap protozarodka kończy się już po pierwszym podziale. Powstają dwie komórki, z których jedna, skierowana w stronę okienka (micropyle), nazywa się bazalną, a druga, skierowana do wnętrza zalążka, nazywa się apikalną. Dalsze przemiany są bardzo zróżnicowane, nawet w obrębie jednej rodziny mogą zachodzić różnie u poszczególnych gatunków.
U tasznika komórka bazalna przekształca się w wieszadełko, natomiast z komórki apikalnej powstaje cały właściwy zarodek. Niektóre wieszadełka wykształcają haustoria wspomagające proces pobierania substancji odżywczych. Komórka apikalna się dzieli, przy czym w górnej części nowe komórki dzielą się tak, że przybywa ich w poprzek (na grubość), a w dolnej części wzdłuż tak że przybywa ich na długość. W części górnej, do wielokomórkowego wnętrza gorzej przedostają się materiały pokarmowe i tam podziały zachodzą nieco wolniej niż na brzegach.

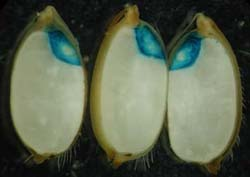
Położenie zarodka w ziarnie ryżu

W ten sposób zarodek przybiera kształt serduszka, zamocowanego częścią korzeniową (przyszłą) na długim wieszadełku. Górne wybrzuszenia „serduszka” przekształcą się w liścienie, a w zagłębieniu ukształtuje się wierzchołek wzrostu. Zarodek rozwija się tak, że w stronę okienka skierowuje zaczątek korzenia (radicula) zakończonego czapeczką. Nad nim wykształca się hipokotyl, następnie jeden (jednoliścienne) lub dwa liścienie (dwuliścienne) i pączek wzrostowy. U storczyków zarodek jest słabo wykształcony z silnie lub całkowicie zredukowanymi liścieniami (brak materiałów zapasowych) i może się rozwijać tylko w symbiozie ze specyficznymi grzybami. U traw zarodek chroniony jest koleoptylem, czyli kilkoma warstwami młodych liści, liścień (scutellum) przylega do bielma i zajmuje się pobieraniem dla zarodka materiału zapasowego. Trawy już w zarodku mają zestaw korzeni przybyszowych (koleoryza).
Różnicowanie na tkanki zaczyna się w obszarze hipokotylu i zachodzi w linii środkowej w dół i w górę: korzeń ⇐ hipokotyl ⇒ epikotyl (część nadliścieniowa). Na tym odcinku wykształca się prokambium przekształcające się następnie, najpierw w łyko, później drewno.

## Zwierzęta

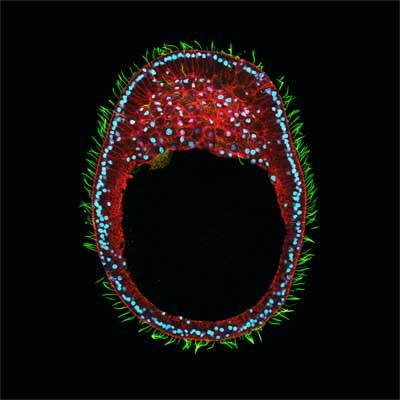
Gastrula u parzydełkowców

Aż do owodniowców zarodek rozwija się w jaju. Po jego opuszczeniu organizm jest już albo młodocianym osobnikiem dorosłym, albo larwą, przechodzącą kolejne przemiany na drodze do dorosłości. U zwierząt reprezentujących ten poziom ewolucji wszystko, co powstaje z zygoty, uznawane jest za część zarodka.

### Pierwouste

#### Owady
Jaja
Jaja owadów są dużymi komórkami otoczonymi chorionem (skorupka jajowa), o rzeźbie powierzchni dość charakterystycznej (często można ustalić nawet gatunek owada). Wielkość jaj waha się od 0,02 mm długości (u błonkówek) do ok. 10 mm (u prostoskrzydłych). Składane są w różnych miejscach pojedynczo lub w grupach. Składane w grupach mogą być chronione przez kokony jajowe (ooteca, kapsułka jajowa) powstające z wydzielin specjalnych gruczołów płciowych (modliszki i karaczany). U prostoskrzydłych wydzielina ma właściwości klejące i przykleja grudki ziemi, tworząc dla jaj osłonę ziemną, maskującą i zniechęcającą owadożerne.
W chorionie znajduje się okienko (micropyle), przez które w odpowiednim okresie może wniknąć plemnik. Strona mikropyle opuszcza jajowód ostatnia i z tej strony struktura powierzchni chorionu bywa zaburzona, a u wielu gatunków (np. pluskwiaków) tworzy się wyraźne wieczko, zatyczka. Wieczko ułatwia larwie wyjście z jaja. Oprócz wieczka jaja mogą być zaopatrzone w trzoneczki, nawet w znacznych rozmiarów (u złotooka kilkakrotnie dłuższe niż jajo). Od wnętrza chorion wyściela błona zwana osłoną żółtkową.
Rozwój zarodkowy
Ze względu na to, że są to jaja bogato zaopatrzone w żółtko, bruzdkowanie ma charakter nierównomierny. Nowe komórki powstałe w wyniku podziału zygoty wywędrowują na powierzchnię, tworząc jednowarstwową blastodermę (blastula owadów nazywa się periblastula). Następnie w wyniku różnicowania wyodrębnia się strefa zarodkowa (od strony micropyle), intensywnie się dzieląca i tworząca pasek zarodkowy (sznur zarodkowy, prążek zarodkowy lub smuga zarodkowa). Komórki smugi zarodkowej intensywnie się dzielą, w efekcie szybko wyróżnicowuje się ektoderma i słabo zaznaczona endoderma. Również ze smugi zarodkowej, drogą wpuklania, oddziela się grupa komórek, wnika do wnętrza kuli żółtkowej, zakręca i łączy się ze sobą nad miejscem wpuklania. W ten sposób powstaje mezoderma.
Z ektodermy powstają okrywy ciała, otwory gębowy z jelitem przednim i odbytowy z jelitem tylnym, tchawkowy układ oddechowy, znaczna część układu rozrodczego, oraz podłużne pnie nerwowe (konektywy).
Z endodermy powstaje nabłonek jelita środkowego (przez długi czas jego wnętrze wypełnia kula żółtkowa). Mezoderma rozwija się w mięśnie, ciało tłuszczowe, naczynie krwionośne grzbietowe oraz pokrycie gruczołów płciowych. Zaraz po wyodrębnieniu się listków zarodkowych zaczyna się organogeneza. Powstałe mięśnie pomagają wykonywać ruchy ułatwiające wnikanie zarodka do wnętrza żółtka (blastokineza z I etapem zw. katatrepsis).
Zarodek rozwija się, rosnąc najintensywniej w kierunku dotąd nie wykorzystanego żółtka. Najintensywniejszy wzrost zachodzi w tylnej części ciała oraz w prawej i lewej połowie w kierunku, dotychczas niezrośniętego grzbietu. Zarodek u pluskwiaków zagłębia się centralnie do wnętrza (niczym gwóźdź), a u pozostałych owadów zagłębia się powierzchniowo na całej (lub prawie całej) długości od jednego do drugiego bieguna jaja. W wyniku zagłębiania się zarodka blastoderma wrasta w wolne miejsce, zagina się i staje się dwuwarstwowa. Rośnie ze wszystkich stron i z wierzchu zupełnie (lub prawie zupełnie) przykrywa miejsce zagłębiania się zarodka. Powierzchnia blastodermy od strony zarodka tworzy owodnię (amnion), a po stronie zewnętrznej (od wnętrza chorionu) błonę surowiczą – serozę (serosa). W wyniku gwałtownych ruchów ciała zarodek wydostaje się z błon płodowych (blastokineza z II etapem zw. anatrepsis) i swoimi połówkami obejmuje błony i resztę kuli żółtkowej. Teraz następuje zrastanie prawej i lewej strony ciała w części grzbietowej i zamknięcie resztek kuli żółtkowej w jelicie środkowym.
W miarę wydłużania postępuje segmentacja ciała. W miejscu, gdzie u postaci dorosłej będzie przedtułów, tworzy się ośrodek segmentacji, stąd oddzielają się segmenty głowy, a do tyłu segmenty tułowia i odwłoka. W części głowowej najpierw pojawiają się oczy, później czułki i narządy gębowe. W tylnej części pojawiają się zaczątki odnóży. Zarodek najpierw przechodzi etap protopodialny – z segmentów ciała sterczą niesegmentowane wyrostki tzw. odnóża protopodialne. Następnie zarodek wchodzi w stadium polipodialne – wtedy odnóża występują na każdym segmencie, chociaż w niejednakowym stopniu rozwinięte. W trzecim etapie oligopodialnym zachowują się tylko odnóża tułowia i przekształcające się w aparat gębowy odnóża części głowowej. U niektórych owadów występuje tylko pierwsza faza, a u wielu (tych z przeobrażeniem zupełnym) brak fazy drugiej.
W końcu larwa wypełnia całkowicie objętość jaja i gotowa do samodzielnej egzystencji je opuszcza. U wielu owadów opuszczenie jaja może poprzedzać wielomiesięczny okres spoczynku zimowego.

### Wtórouste

#### Jeżowce
Pierwsze etapy rozwoju embrionalnego jeżowców są wręcz wzorcowe dla wszystkich zwierząt tkankowych. Opis rozwoju jeżowca pozwala zrozumieć rozwój wyższych organizmów, zwłaszcza że w toku ewolucji powstało u nich wiele modyfikacji zacierających pierwotny plan.
Jaja jeżowców są wewnętrznie zróżnicowane, co ma odzwierciedlenie w przebiegu podziałów po zapłodnieniu. W stadium 16 komórek można wyraźnie wyróżnić 8 komórek bieguna twórczego tzw. mezomerów oraz 8 komórek bieguna odżywczego. Komórki tegoż bieguna są zróżnicowane wielkościowo. Cztery z nich są znacznie większe od mezomerów i te nazywane są makromerami, a pozostałe 4, położone biegunowo, są znacznie mniejsze i te nazywane są mikromerami. Zróżnicowanie wielkościowe komórek utrzymuje się dość długo, tak więc w dalszych etapach dość łatwo można śledzić ich losy. Komórek przybywa, a w środku tworzy się pierwotna jama ciała wypełniona płynem. Celoblastula jeżowców jest regularnie kulista i zbudowana z nieco większych komórek na biegunie odżywczym. Wszystkie komórki celoblastuli są zaopatrzone w ruchliwe rzęski. Gastrulacja zaczyna się pogrubieniem i spłaszczeniem części odżywczej, a na biegunie części twórczej wyrastają długie sztywne wici. Całość przybiera kształt stożkowaty i aktywnie porusza się w przestrzeni wodnej. Mikromery z bieguna odżywczego i komórki leżące nad nimi wsuwają się do wnętrza, tworząc pierwotną dość luźną mezodermę. Następnie wpukleniu ulegają makromery, tworząc palczaste prajelito (tak jakby palec wbić w balonik) z otworem zwanym pragębą (blastoporus). Część komórek najdalej wpuklonych wysuwa wypustki, które przyczepiają się od wnętrza do bieguna twórczego i w wyniku skurczu podciągają prajelito do tegoż bieguna (jest to etap odpowiadający rozwojowo stułbi). Część komórek z tej części prajelita wywędrowuje do wnętrza pierwotnej jamy ciała, tworząc mezodermę wtórną. W tym momencie gastrula składa się z ektodermy utworzonej z komórek potomnych mezomerów; utworzonej z komórek potomnych makromerów entodermy tworzącej prajelito oraz głównie pochodzenia mikromerowego mezodermy w postaci luźno rozmieszczonych komórek, czyli tzw. mezenchymy. Tu w zasadzie kończy się rozwój zarodka jeżowca, a zaczyna rozwój pluteusa – jego larwy. W dalszym etapie w miejscu styku prajelita z biegunem twórczym tworzy się otwór zwany gębą wtórną (gębą właściwą, otworem gębowym). Stąd nazwa całej grupy zwierząt wtórouste. Pobierany przez larwę pokarm trafia do wnętrza ciała przez wtórny otwór gębowy, a wydalany jest przez otwór pragęby będący odtąd, także w życiu dorosłym, odbytem.

#### Owodniowce

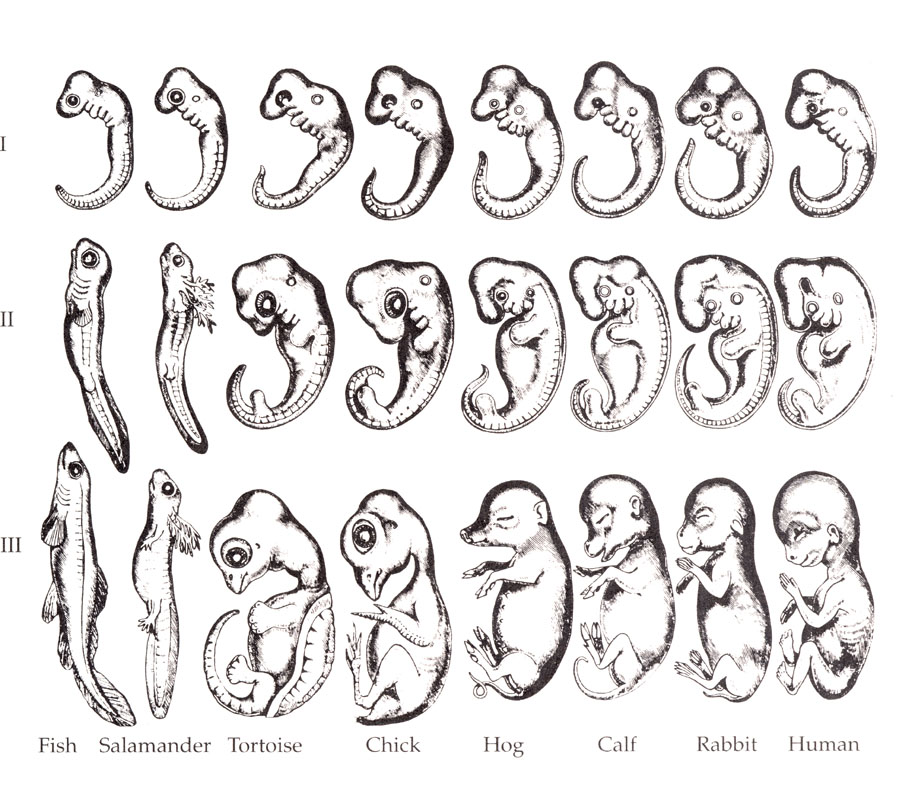
Podobieństwo zarodków różnych zwierząt w tym samym stadium rozwojowym – ostatnia kolumna dotyczy człowieka

Począwszy od owodniowców za części zarodka nie uznaje się błon płodowych (to znaczy rozpatruje się je jako osobne byty). U ssaków łożyskowych, okres od podziału zygoty do porodu dzieli się na 2 okresy: okres zarodkowy kończący się w momencie, gdy zarodek ma już wszystkie układy i narządy (oczywiście w stadium początkowym) oraz okres płodowy kończący się porodem. Niektórzy w okresie zarodkowym wyróżniają jeszcze jeden okres, najwcześniejszy, trwający do momentu zagnieżdżenia, zwany okresem jaja płodowego.

##### Człowiek
Wkrótce po powstaniu zygota zaczyna się dzielić, rozpoczynając z chwilą pierwszego podziału okres zarodkowy. Zarodek jeszcze w jajowodzie przechodzi stadium moruli (pierwsze 3–4 dni od zapłodnienia) i jako blastula trafia do macicy. Tu „leżakuje” przez następne 3–4 dni, przechodząc stadium blastocysty z maksymalnym blastocelem wewnątrz, a po zaniku osłonki przejrzystej (zona pellucida) w stadium trofoblastu (zmiana funkcjonalna). Komórki na biegunie zarodkowym (zwykle tam, gdzie jest mniej materiałów zapasowych), bardzo szybko się mnożą, tworząc wewnątrz węzeł zarodkowy, a na powierzchni początkowo syncytialny trofoblast. Po uzyskaniu bezpośredniego kontaktu ze śluzówką macicy, zwykle ok. 10–12 dnia od zapłodnienia, trofoblast wżera się w jej miąższ (koniec etapu jaja płodowego) i stopniowo pokrywa się kosmkami (kosmówka kosmata). Macica ze swej strony tworzy doczesną podstawową. Gdy w to miejsce po stronie zarodka dołączą komórki mezodermy (naczynia krwionośne, krew i tkanka łączna), powstanie w 4. tygodniu łożysko typu krwiokosmówkowego (typowe dla gryzoni).
Tymczasem węzeł zarodkowy rozwarstwia się tak, że od strony trofoblastu (tej wgłębiającej się w macicę) pojawia się kolejna przestrzeń wypełniona płynem i na całej powierzchni pokryta ektodermą – to początek owodni. Po stronie blastocysty, pod ektodermą leży drugi listek zarodkowy – endoderma. W tym momencie te dwie, w sumie niewielkie warstwy komórek, stanowią właściwy zarodek w stadium gastruli. W dalszej kolejności pojawiają się komórki mezodermy i wciskają się między warstwę ektodermy a endodermy. Około 15. dnia zarodek ma już trzy listki zarodkowe (zobacz rysunek Różnicowanie listków zarodkowych na tkanki). Endoderma rozwija się, tworząc pęcherzyk żółtkowy wtórny (pusty, gdyż jajo człowieka jest oligolecytalne) oraz omocznię, natomiast owodnia rozrasta się, otaczając zarodek i pozostałe błony płodowe. Tymczasem zarodek rośnie, a przy okazji postępuje różnicowanie tkankowe i organogeneza kończąca się w 8–9 tygodniu, powstaniem szpiku w kości ramieniowej (koniec etapu zarodka, początek etapu płodu, niektórzy kończą tę fazę dopiero w 75 dniu).
Ze względu na niebezpieczeństwo powstania przyszłych wad płodu, należy w tym czasie wykonać profilaktyczne badania na obecność antygenów przeciw cytomegalii, toksoplazmozie oraz różyczce.

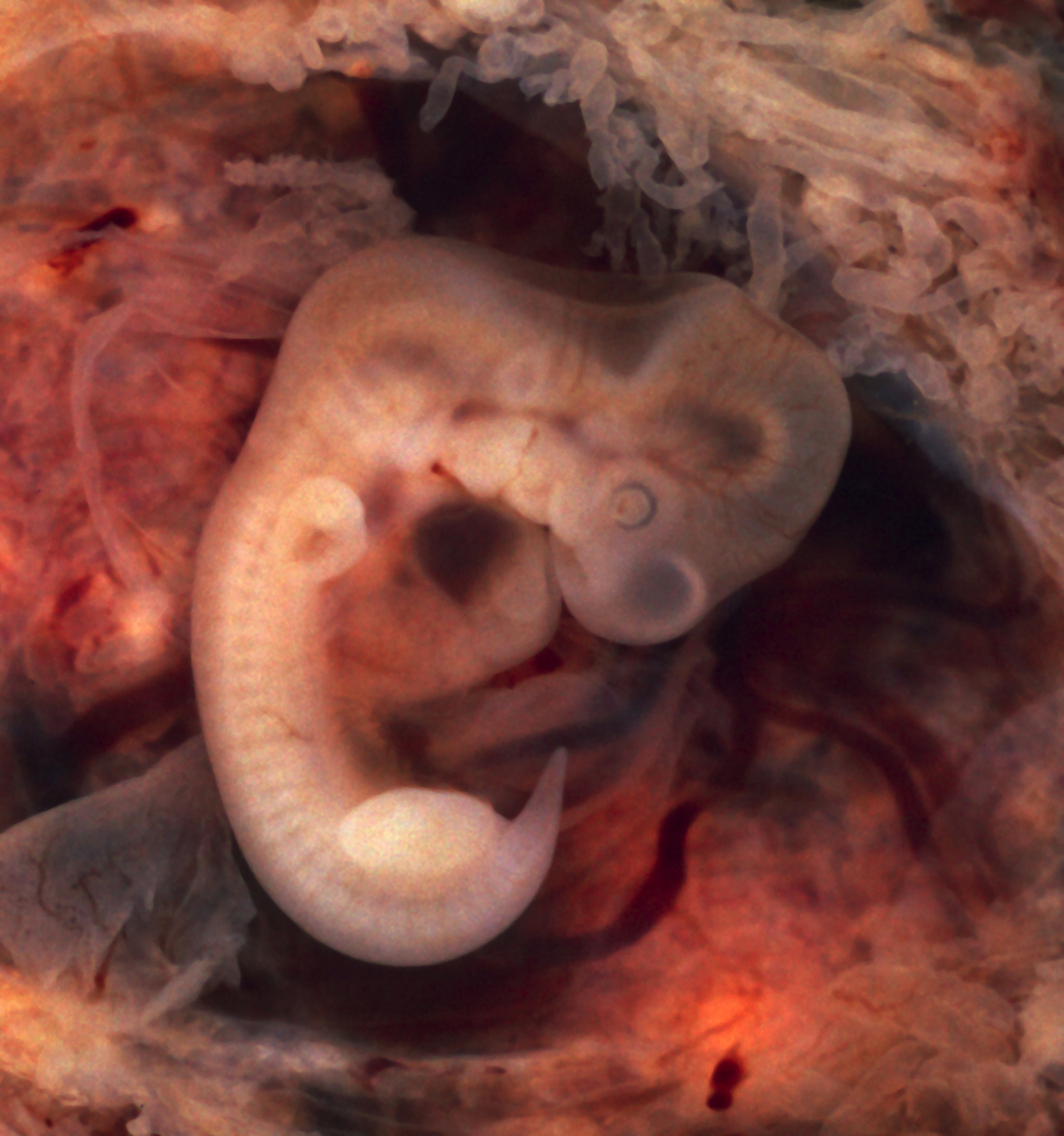
Ludzki zarodek w 7 tygodniu ciąży jajowodowej, wielkości 10 mm.

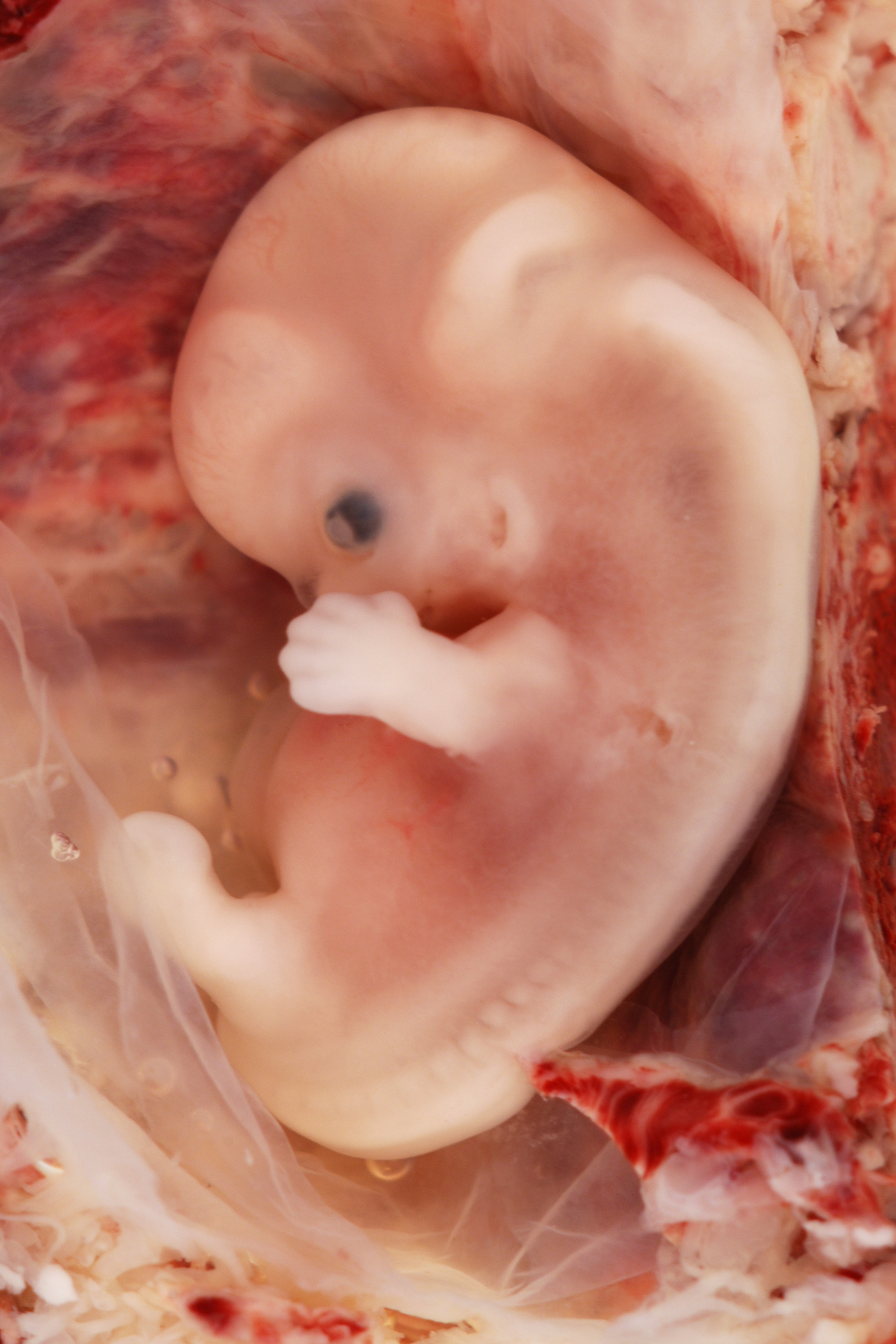
Ludzki zarodek w 9 tygodniu ciąży jajowodowej.

Kalendarium (±tydzień)
4–5 tydzień
Zarodek ma ok. 4 mm długości i łączy się z łożyskiem pępowiną. Początek rozwoju szkieletu i układu mięśniowego oraz nerwowego – stadium pozbawionej nerwów cewki nerwowej. Pojawiają się zawiązki kończyn, nerek, tchawicy i płuc, wątroby i trzustki, oczu i uszu.
6–7 tydzień
Na początku 6 tygodnia zarodek ma ok. 6 mm, a pod koniec 7 tygodnia już ok. 12 mm długości wraz z ogonem. Dobrze widać gdzie powstanie głowa, pojawiają się zaczątki serca, które ma jeszcze stosunkowo prostą budowę (rybio-płazią) i składa się z zatoki żylnej, przedsionka, komory i stożka tętniczego tworzących jeden ciąg. Z ciała sterczą wypustki kończyn, a pod koniec okresu zaczątki spiętych błoną pławną palców i widoczne przez skórę ślady oczodołów. Wewnątrz różnicują się komórki gonad.
8–9 tydzień
Zarodek waży ok. 1,2–1,5 grama i dochodzi do 3 cm długości. Z części mózgowej wychodzi 12 par nerwów czaszkowych, unerwiających głowę oraz niektóre narządy wewnętrzne. Kolejne nerwy powstają w dół, wzdłuż rdzenia kręgowego. Możliwe są ruchy, ale nie odruchy, gdyż nerwy czuciowe zaczynają się tworzyć mniej więcej 2–3 tygodnie później (brak osłonek mielinowych znacznie ogranicza ich użyteczność). Na głowie pojawiają się zawiązki nosa i uszu. Przestaje rosnąć ogon, w efekcie wkrótce zostaje przykryty przez część pośladkową. Początki kostnienia.